# 北迴線

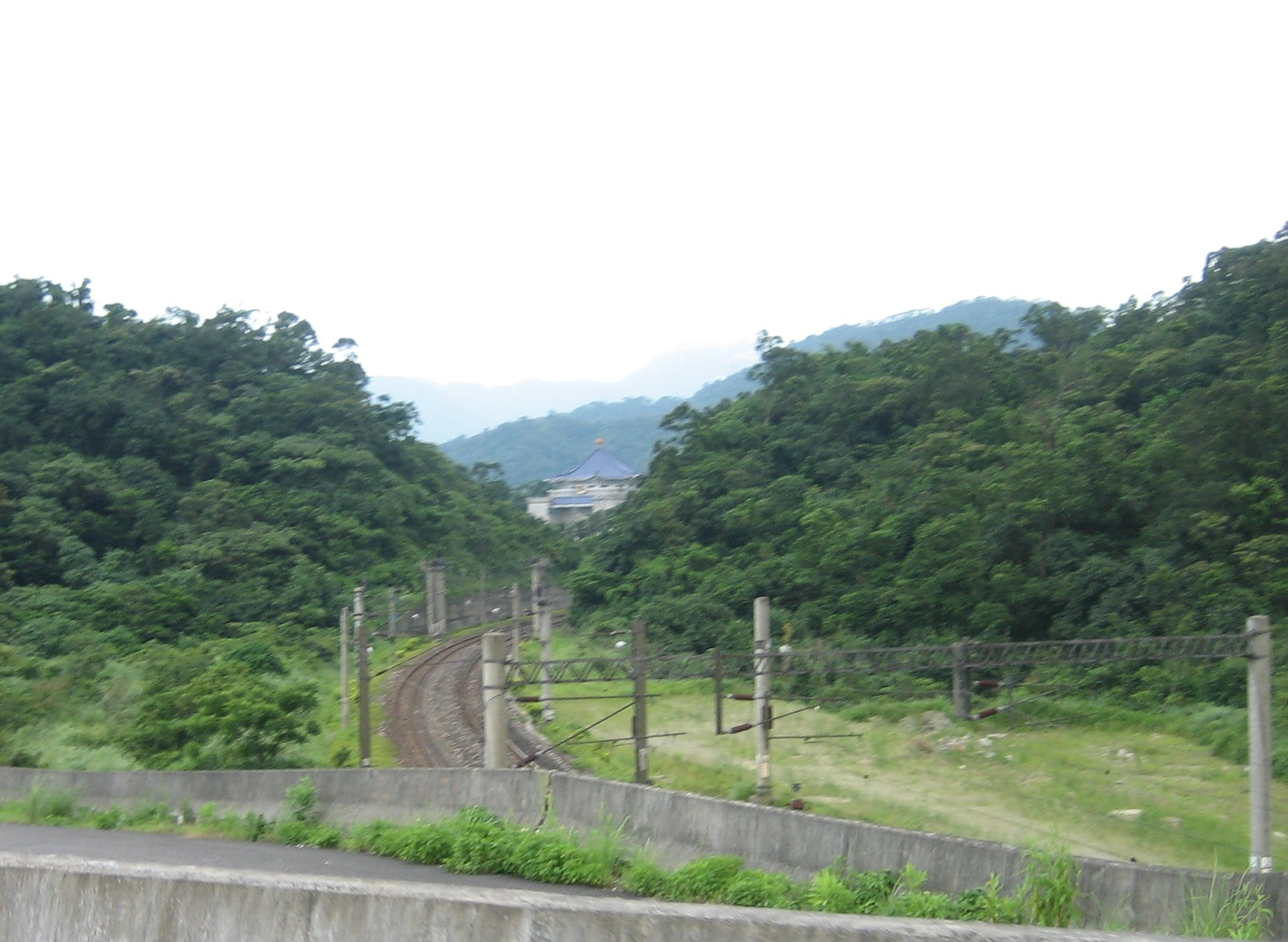
蘇澳新站是北迴線起點站，自此開出後不久就會進入山區，朝往花蓮方向駛去

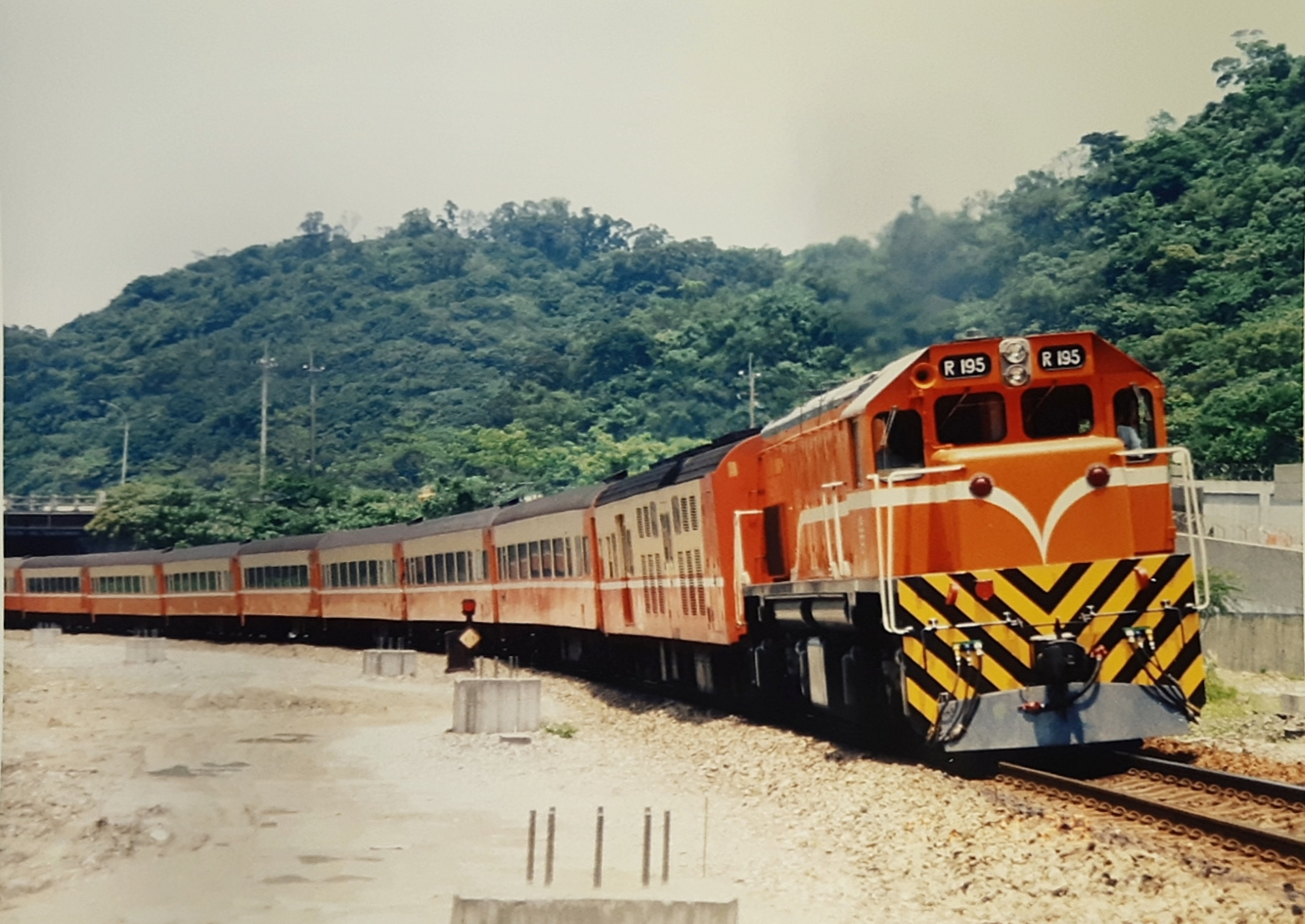
單線非電氣化時期甫從蘇澳新站開車的莒光號列車

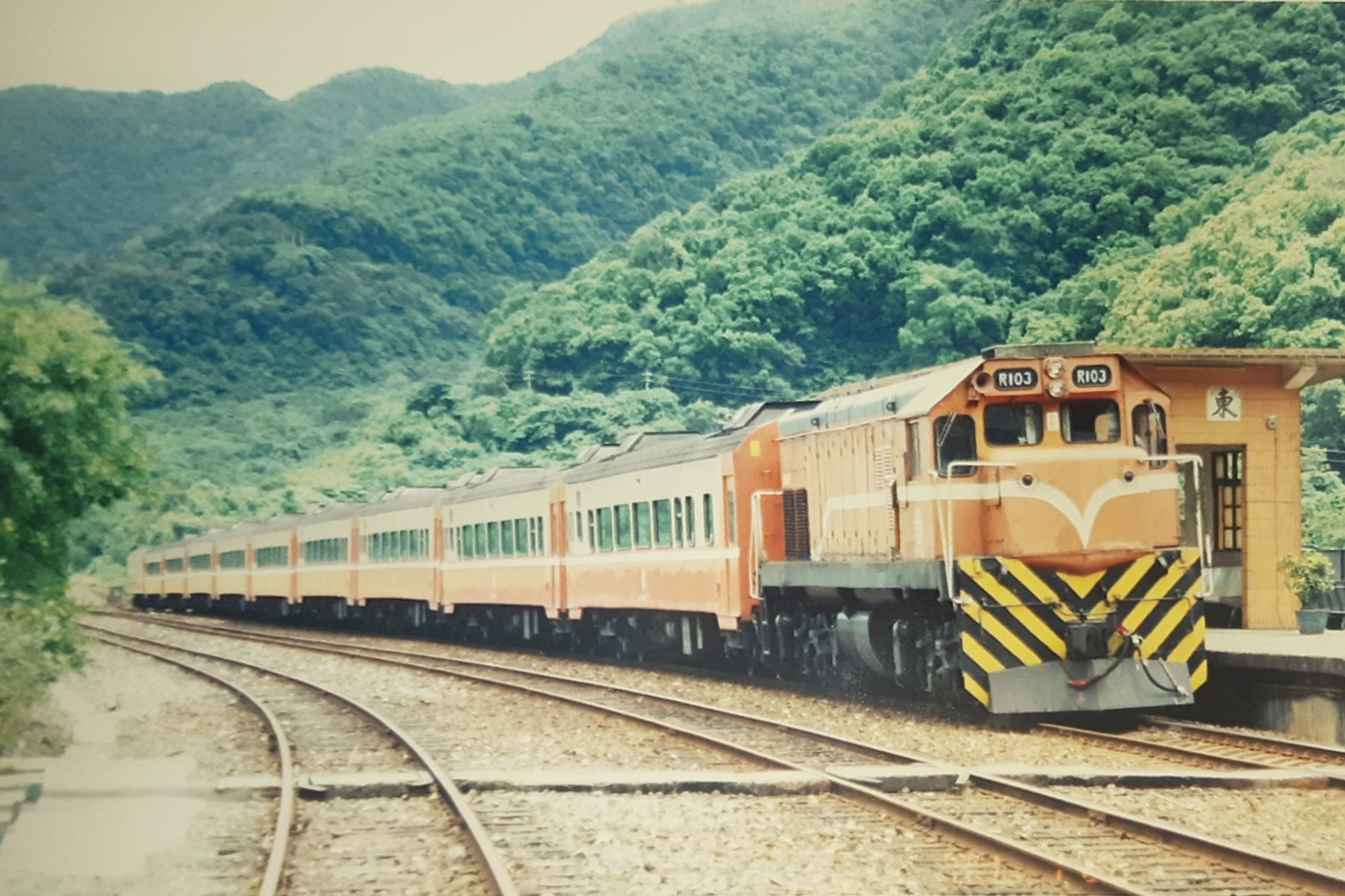
單線非電氣化時期停在東澳交會列車的10400系列莒光號列車

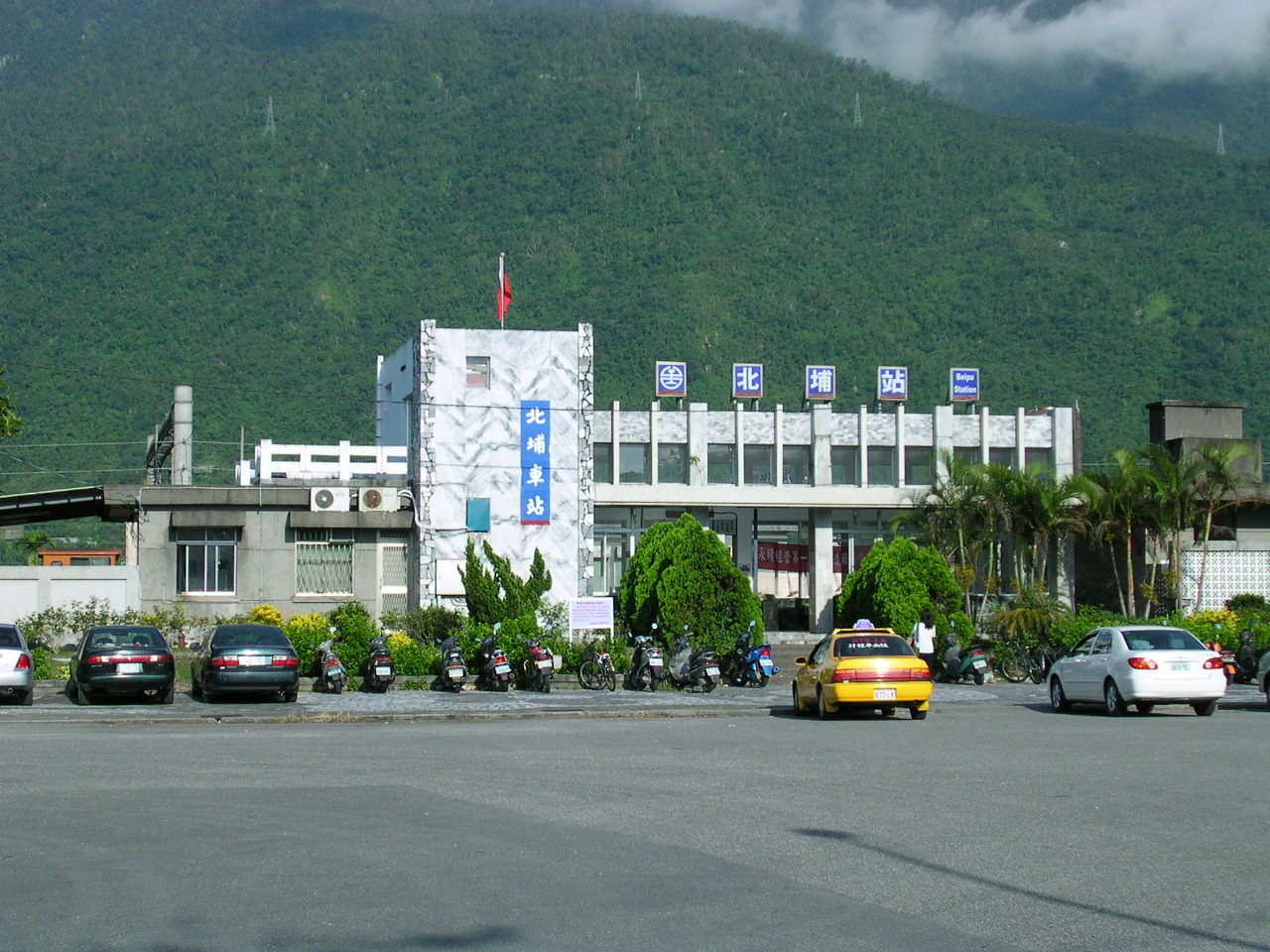
北埔是位於北迴線的沿線的車站

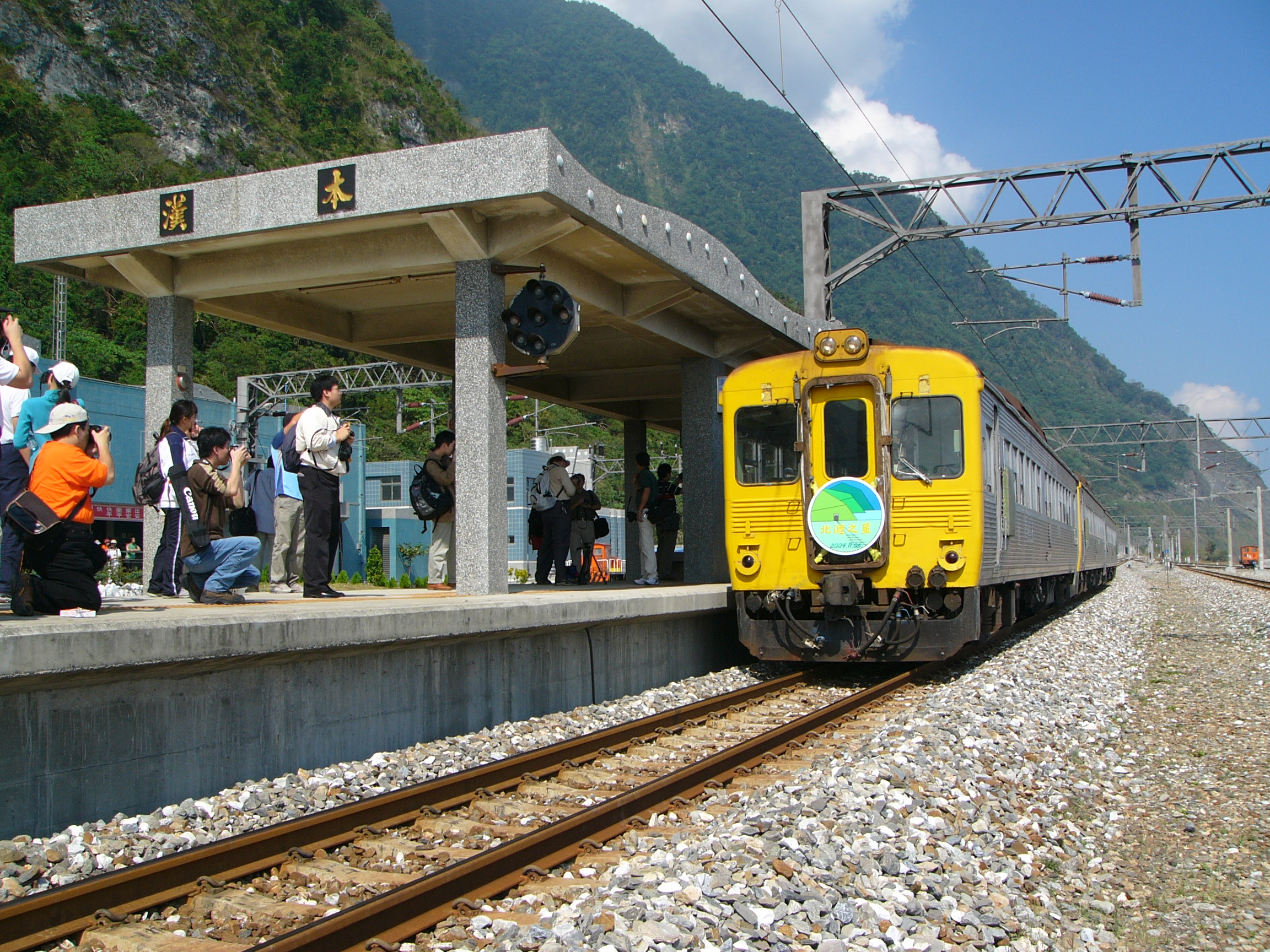
一列柴油客車停靠在北迴線漢本車站月台

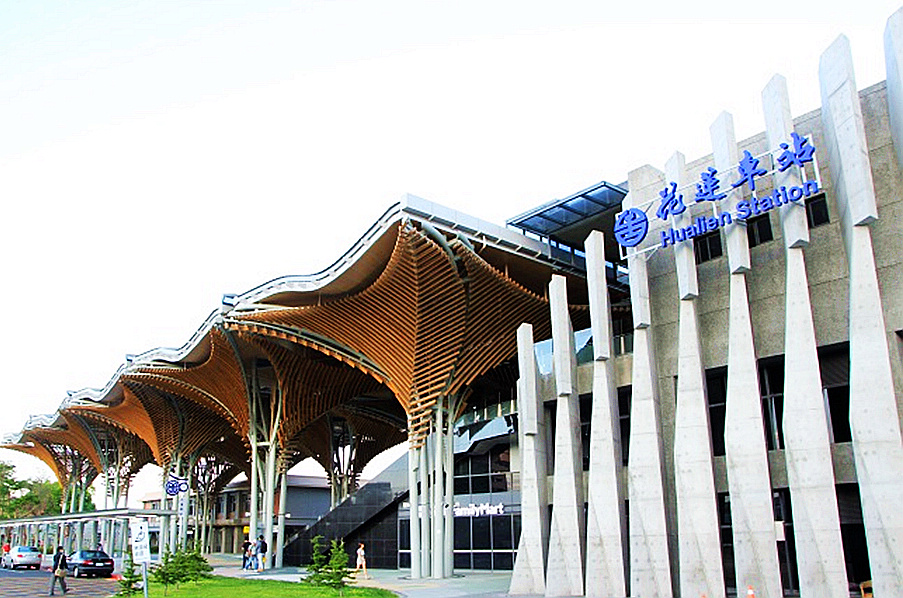
北迴線終點站——花蓮車站

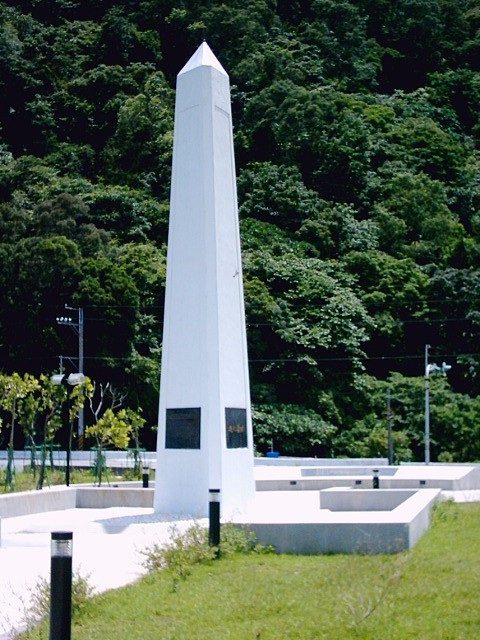
和平車站外的北迴鐵路殉職人員紀念碑

北迴線，又名北迴鐵路，是指蘇澳新至花蓮間、由臺灣鐵路公司經營的傳統鐵路幹線，是台灣唯一運量大於平行公路（蘇花公路）的鐵路線，為臺灣北部至花蓮間往來的交通要道。
全線唯有新城（太魯閣）車站不同，車廂內的站名廣播包含太魯閣語。依序為：國語、台語、客語、英語、太魯閣語。

## 路線資料
- 經營管轄：
臺灣鐵路公司
- 路線距離：蘇澳新－花蓮間79.2公里
- 軌距：1,067毫米
- 車站數：13（含起訖車站；2001年8月）
- 雙線區間：全線
- 電化區間：全線（交流25KV）
- 隧道數目：13座
  - 蘇澳新=永樂間：蘇澳一～四號（新蘇澳一～五號）
  - 永樂=東澳間：永春（新永春）、東澳（新東澳）
  - 東澳=南澳間：南澳（新南澳）
  - 南澳=武塔間：新武塔（取代原有武塔一～二號）
  - 武塔=漢本間：新觀音（取代原有觀音隧道、鼓音隧道、谷風隧道，臺鐵最長）
  - 和平=和仁間：新和平（取代原有和平隧道）
  - 和仁=崇德間：和仁（新和仁）、清水（新清水）、崇德（新崇德）

## 歷史沿革
在北迴線興建之前，自花蓮至台東的臺東線一直都是獨立營運，未能與西部幹線相互連結。旅客往來台北花蓮需於蘇澳車站轉乘臺灣省公路局班車經由蘇花公路，或是搭乘往返基隆港與花蓮港的客船（例如花蓮輪）。蘇澳端原本計畫從蘇澳車站沿今臺灣水泥公司蘇澳廠側線延長至今永樂車站，後改從南聖湖車站（今蘇澳新站）起始，並新增永春車站（已於2002年裁撤）。
1973年，颱風娜拉侵襲東臺灣，造成臺灣東部地區交通嚴重受創。為了徹底解決交通問題，臺灣省政府研議出三個改善方案：拓寬蘇花公路、另外興建雙線公路以及興建北迴鐵路。其中第三個方案所需費用比第二個方案低，效益也比較大。因此時任臺灣省政府主席謝東閔於行政院會議中報告後，時任中華民國行政院院長蔣經國裁示核准興建，並列入「十大建設」當中，因此被簡稱北迴線。
北迴鐵路為十大建設中最艱鉅困難的工程，由臺灣省政府交通處設置北迴鐵路工程處負責執行，榮民工程處（現榮民工程公司）承辦土木及建築工程，榮民工程處主任米欽堂擔任「北迴施工處」主任，於同年12月25日正式動工，耗資新台幣73億、費時6年。
1980年2月1日，北迴鐵路全線通車、正式營運。沿線築有大、小橋樑共91座，隧道16座，全長達31,029公尺，並且穿越中央山脈，其中觀音隧道長7,757公尺，為當時全台灣最長的隧道。正式通車後，帶動臺灣東西部交流及互動，東部觀光事業、天然資源之陸續開發，客貨運量急速增加，致使原有單線鐵路不敷使用，每逢重要節慶及假日，總是一票難求。
1992年起，北迴線開始進行雙軌化、重軌化、電氣化與號誌控制等路線改良工程，以利疏運更多的旅客及貨運。由於沿線多高山峻嶺，雙軌化工程在許多路段均重新開闢新線，並開挖許多長隧道。位於武塔＝漢本間的新觀音隧道成為全台灣最長的鐵路隧道，總長10,307公尺，取代原本舊線的觀音、鼓音及谷風隧道。大部分工程於2003年6月底完工，並於7月4日在花蓮舉行電氣化通車典禮，時任中華民國總統陳水扁親臨進行開幕剪綵儀式。
2005年1月，先前受到新永春隧道湧水問題，以及南澳隧道軌道改善工程延遲影響的雙軌化工程全部完成。完工後北迴線列車班次密度大幅增加，並且有效縮短臺北至花蓮的行車時間。
2016年3月1日，北迴鐵路全線啟用多卡通刷卡機。
2021年4月2日，清明節連假首日，由樹林開往臺東的408次太魯閣列車(TED1013-TED1014)，於上午9點多行經北迴線花蓮縣秀林鄉和仁—崇德間清水隧道前(K51+250)，疑似撞上從隧道上方滑落原施作新清水隧道明隧道工程的工程車，導致列車出軌、5至8車廂高速撞入清水隧道而嚴重變形，造成49人罹難（包含1位司機員、1位助理司機員及47名乘客），216人輕重傷（1名列車長及215位乘客）。

### 年表
- 1973年12月25日：北迴線動工。
- 1975年7月26日：新城車站、景美車站、北埔車站設站。
- 1975年9月28日：北迴線由花蓮新站延長至新城車站。
- 1979年2月8日：北迴線由新城車站北延至和平車站。
- 1980年2月1日：北迴線全線通車。
- 1989年9月26日：永樂車站開放客運。
- 2002年12月28日：永春車站裁撤。
- 2003年7月4日：北迴線全線雙軌電氣化工程完工。
- 2024年12月21日：受同年7月25日凱米颱風影響，K53西正線小清水溪橋遭到沖毀造成路線中斷，於本日修復完成恢復通車[11]

## 運行形態
- 區間車
  - 營運模式以宜蘭-花蓮為主，少部分班次北端行駛至和平、樹林；南端行駛至玉里。
- 東部幹線對號列車
  - 逆行列車主要以台東、花蓮為始發車站，迄於樹林，部份班次續行西部幹線。
  - 順行列車主要以樹林為始發車站（少部份由西部續行而來），迄於花蓮、臺東、潮州、屏東。

## 車站一覽
（註：車站等級：分為特等、一等、二等、三等、甲簡、乙簡、丙簡、簡易、招呼、號誌）

### 營運中車站
| 車站名稱                | 車站名稱          | 車站代碼 | 營業里程 蘇澳新起 | 等級 | 續接／交會路線                  | 備註                                             | 所在地   | 所在地 |
| 中文 （國音電碼）       | 英譯              | 車站代碼 | 營業里程 蘇澳新起 | 等級 | 續接／交會路線                  | 備註                                             | 所在地   | 所在地 |
| ----------------------- | ----------------- | -------- | ----------------- | ---- | ------------------------------- | ------------------------------------------------ | -------- | ------ |
| 北迴線                  |                   |          |                   |      |                                 |                                                  |          |        |
| 蘇澳新 （ㄙㄒㄣ）       | Su'aoxin          | 7130     | 0.0               | 一等 | →宜蘭線（往蘇澳車站方向須轉乘） |                                                  | 宜 蘭 縣 | 蘇澳鎮 |
| 永樂 （ㄩㄌㄜ）         | Yongle            | 7110     | 5.2               | 三等 | →台灣水泥廠區側線               |                                                  | 宜 蘭 縣 | 蘇澳鎮 |
| 東澳 （ㄉㄠ）           | Dong'ao           | 7100     | 11.0              | 二等 | →幸福水泥廠區側線               |                                                  | 宜 蘭 縣 | 南澳鄉 |
| 南澳 （ㄋㄠ）           | Nan'ao            | 7090     | 19.0              | 三等 |                                 |                                                  | 宜 蘭 縣 | 蘇澳鎮 |
| 武塔 （ㄨㄊ）           | Wuta              | 7080     | 22.7              | 乙簡 |                                 | 由南澳車站管理                                   | 宜 蘭 縣 | 南澳鄉 |
| 漢本 （ㄏㄢ）           | Hanben            | 7070     | 35.6              | 三等 |                                 |                                                  | 宜 蘭 縣 | 南澳鄉 |
| 和平 （ㄏㄆㄥ）         | Heping            | 7060     | 39.8              | 二等 | →台灣水泥廠區側線               |                                                  | 花 蓮 縣 | 秀林鄉 |
| 和仁 （ㄏㄖ）           | Heren             | 7050     | 47.5              | 三等 | →幸福水泥礦區側線               |                                                  | 花 蓮 縣 | 秀林鄉 |
| 崇德 （ㄔㄥㄉ）         | Chongde           | 7040     | 57.6              | 三等 |                                 | 清水斷崖                                         | 花 蓮 縣 | 秀林鄉 |
| 新城（太魯閣） （ㄒㄔ） | Xincheng (Taroko) | 7030     | 62.9              | 二等 | →亞洲水泥廠區側線               |                                                  | 花 蓮 縣 | 新城鄉 |
| 景美 （ㄐㄥ）           | Jingmei           | 7020     | 68.2              | 乙簡 |                                 | 由新城車站管理，除停靠區間車外亦供貨物列車待避。 | 花 蓮 縣 | 秀林鄉 |
| 北埔 （ㄅㄟㄅ）         | Beipu             | 7010     | 74.7              | 三等 | →花蓮臨港線（起點）             |                                                  | 花 蓮 縣 | 新城鄉 |
| 花蓮 （ㄌㄧㄢ）         | Hualien           | 7000     | 79.2              | 特等 | →臺東線                         | 舊名「花蓮新站」                                 | 花 蓮 縣 | 花蓮市 |

### 其他設施
| 名稱       | 名稱                         | 所在區間     | 備註                   | 所在地 | 所在地 |
| 中文       | 英譯                         | 所在區間     | 備註                   | 所在地 | 所在地 |
| ---------- | ---------------------------- | ------------ | ---------------------- | ------ | ------ |
| 花蓮機務段 | Hualien Rolling Stock Branch | 北埔＝花蓮間 | 台鐵東部之車輛整備基地 | 花蓮縣 | 花蓮市 |
| 花蓮機廠   | Hualien Workshop             | 北埔＝花蓮間 | 台鐵東部之車輛維修基地 | 花蓮縣 | 花蓮市 |

### 廢止車站及設施
| 車站名稱          | 車站名稱       | 編號 | 營業里程 蘇澳新起 | 等級 | 所在區間       | 備註               | 所在地 | 所在地 |
| 中文 （國音電碼） | 英譯           | 編號 | 營業里程 蘇澳新起 | 等級 | 所在區間       | 備註               | 所在地 | 所在地 |
| ----------------- | -------------- | ---- | ----------------- | ---- | -------------- | ------------------ | ------ | ------ |
| 永春（ㄩㄔ）      | Yongchun       | 065  | 3.9               | 招呼 | 蘇澳新＝永樂間 | 雙軌化完成前即廢止 | 宜蘭縣 | 蘇澳鎮 |
| 觀音號誌 （ㄍㄣ） | Guanyin Signal | 059  | 28.8              | 號誌 | 武塔＝漢本間   | 雙軌化完成後廢止   | 宜蘭縣 | 南澳鄉 |

## 外部連結
- 交通部鐵道局（繁體中文）（页面存档备份，存于）
- 國營臺灣鐵路股份有限公司（繁體中文）（页面存档备份，存于）